# Chevron B8
Chronologie des modèles (1967-1970)
Chevron B6 Chevron B16
La Chevron B8 est une voiture de course développée par Chevron. Elle est homologuée dans la catégorie Prototype de la fédération internationale de l'automobile. Elle remporte trente-six courses au cours de ses divers engagements.

## Aspects techniques
Elle est dotée d'un moteur 4 cylindres en ligne BMW, développant environ 200 ch,.

## Histoire en compétition
Elle entre la compétition pour la première fois en 1967, à l'occasion de la Coupe du Danube. Digby Martland termine sixième du classement général à son volant.
La Chevron B8 sera engagée en compétition jusqu'en 1986.

## Épilogue
Elle est fabriquée à quarante-quatre exemplaires.